# Epifauna
La epifauna es la fauna o conjunto de organismos que viven sobre el sedimento en el medio acuático, ya sea anclados a él o desplazándose libremente sobre el mismo. Junto con la infauna, son parte de la comunidad bentónica.
Son ejemplos de la epifauna algunos moluscos (bivalvos, gasterópodos), corales, crustáceos, equinodermos, etc.